# Magnuszewscy herbu Ogończyk
Zasugerowano, aby ten artykuł podzielić na różne artykuły – Magnuszewscy i Powałowie
Magnuszewscy herbu Ogończyk, rzadziej również Magnuszowscy – polski ród szlachecki wywodzący się z południowego Mazowsza, mający swe gniazdo rodowe w Magnuszewie (aktualnie w powiecie kozienickim) i posiadający liczne włości w południowej części Mazowsza i w północnym cyplu ziemi sandomierskiej.

## Nazwisko

### Etymologia
Istnieją dwie hipotezy co do pochodzenia nazwiska Magnuszewski.
Pierwsza hipoteza jest powiązana z odmiejscowym charakterem nazwiska Magnuszewskich. Nazwiska polskie zakończone sufiksem -ski wskazywały najczęściej na istnienie relacji posiadacza takiego nazwiska z miejscem, z którego pochodził, albowiem polskie nazwiska szlacheckie w dużej części powstawały poprzez zaczerpnięcie nazwy miejscowości, którą dana rodzina posiadała do swojego nazwiska. Rodzina Magnuszewskich była w posiadaniu miejscowości Magnuszew już od XIV wieku i to właśnie od tej miejscowości najprawdopodobniej zaczerpnęli swoje nazwisko.
Drugą hipotezą jest natomiast przyjęcie nazwiska od imienia Magnus, noszonego przez komesa mazowieckiego z I pol. XII w., poprzez dodanie do podstawy słowotwórczej Magnus sufiksu -ewski.

### Zapis
Nazwisko Magnuszewskich było zapisywane na przestrzeni wieków w różny sposób. Jednym z nich jest chociażby zapis Magnuszowski. Język polski w formie, którą znamy dzisiaj, zaczął kształtować się w XIV wieku, ale stabilizacja języka polskiego nastąpiła dopiero w XIX wieku. Przed tą stabilizacją język polski ulegał ciągłym zmianom i ewolucji, przez co zasady gramatyki i ortografii nie były jeszcze tak ściśle określone. Było to spowodowane różnicami między wymową, a zapisem języka polskiego, który wówczas miał mniejszą ilość liter niż obecnie. Wraz z rozwojem języka polskiego oraz powstaniem jednolitej ortografii w XIX wieku zdecydowano się na usystematyzowanie zasad pisowni, w tym również nazwisk .

## Historia

### Powałowie
Ród Powałów to boczna linia seniorackiego rodu Popielidów – jednego z najdostojniejszych rodów ówczesnej Europy. W okresie monarchii wczesnopiastowskiej (XI–XII w.) ród ten władał rozlicznymi grodami i posiadłościami ziemskimi na obszarze całego kraju, począwszy od Śląska i ziemi krakowskiej, aż po Prusy i Mazowsze, znajdując oparcie swych włości wzdłuż Wisły.
W początkach XIII w. wszedł w posiadanie osady Magnuszew, założonej w XII w. przez komesa mazowieckiego, Magnusa, traktowanego jako powinowatego lub członka rodu Powałów-Ogonów.
Liczni członkowie tego rodu pełnili w swej historii wysokie urzędy w Polsce piastowskiej, z których najwcześniejszy przypada Wojsławowi, komesowi wrocławskiemu i stolnikowi Władysława Hermana, który był również piastunem Bolesława Krzywoustego. Posiadali liczne włości położone pod Płockiem, na południu ziemi mazowieckiej i na Kujawach. Część z nich Dobiechna, wdowa po Wojsławie, przeznaczyła na fundację kościoła N.M.P. na przedmieściach Płocka. Synowie Wojsława Janusz i Trojan uposażyli konwent Kanoników regularnych w Trzemesznie.
Wielokrotnie powtarzające się imiona pochodzenia germańskiego takie jak Olt, Gedko (Gedeon), Wydżga (Wittgo), Trojan oraz Sasin wskazują na germańskie pochodzenie rodu Powałów (Sasin oznacza osobę pochodzącą z Saksonii). Zgodnie z poglądem prof. Władysława Semkowicza Wojsław był krewnym palatyna Sieciecha (którego Gall Anonim nazywa consaguineus Sieciecha), majordoma księcia Władysława Hermana.

### Magnuszewscy

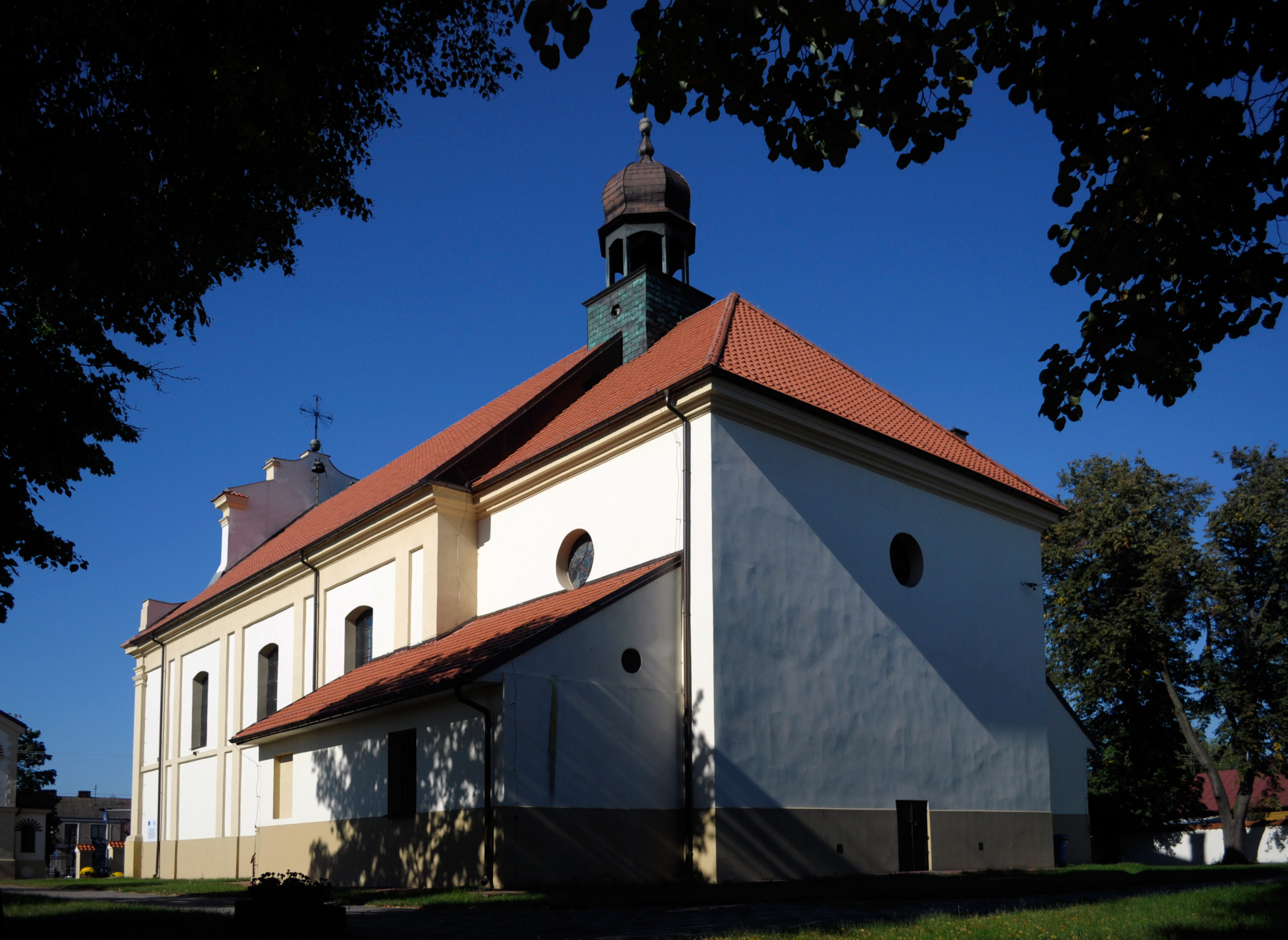
Kościół p.w. Jana Chrzciciela w Magnuszewie

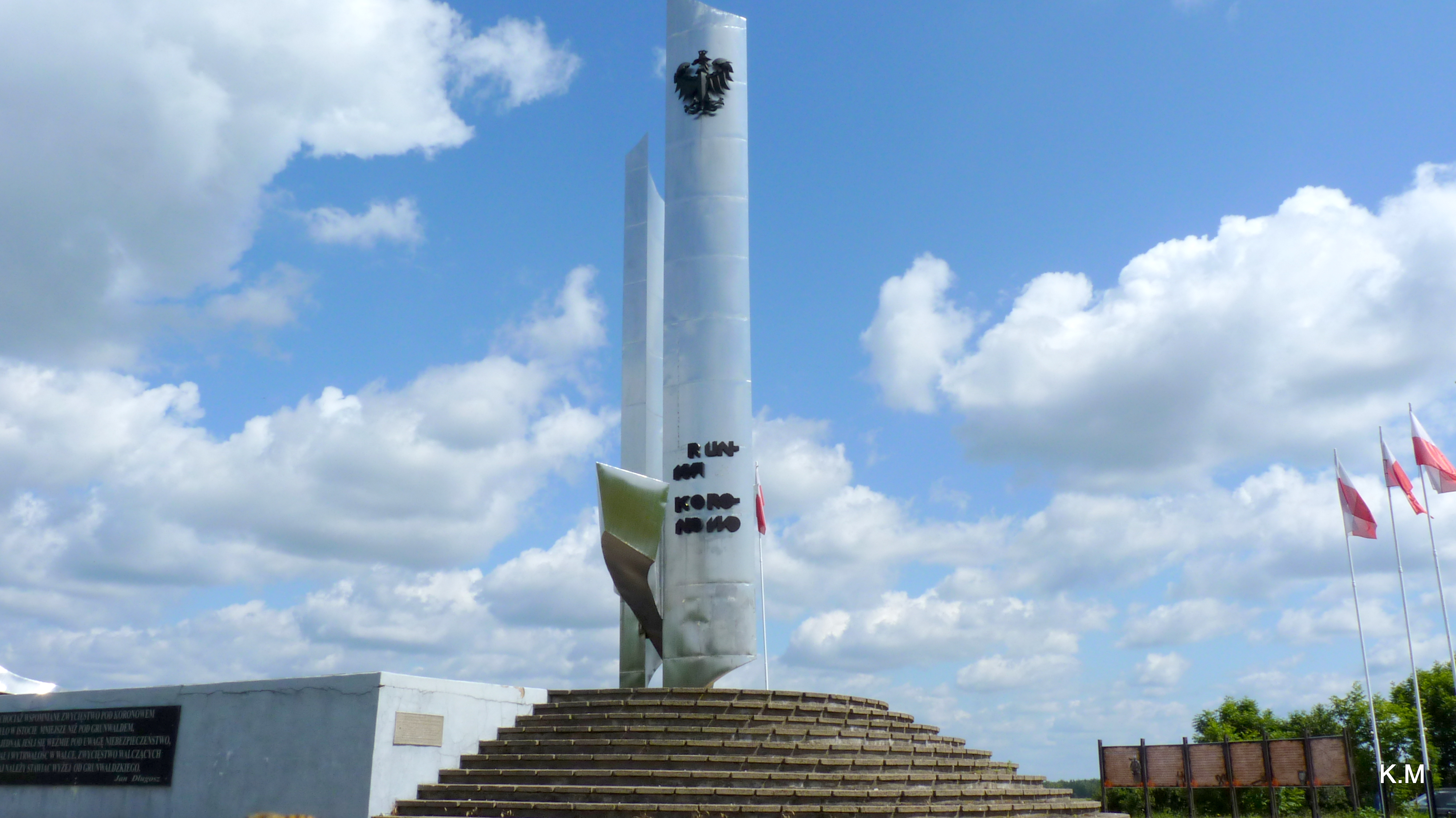
Bitwa pod Koronowem z 10 października 1410 r., w której udział brał Mikołaj Powała z Taczewa, gdzie według Jana Długosza (Roczniki) "zasłynał wieloma ranami".

Magnuszewscy herbu Ogończyk (Powała) od XIII w. posiadali swe gniazdo rodowe w Magnuszewie pod Warką. Osada ta przejęta została po komesie mazowieckim Magnusie, na stałe rezydującym w pobliskim Czersku, skoligaconym (przypuszczalnie wskutek małżeństwa z nieznaną z imienia siostrą Wojsława) z rodem Powałów.
Magnuszew wraz z licznymi pobliskimi miejscowościami w tej części Mazowsza (m.in. Taczów, Wola Taczowska, Klwaty, Gębarzów, Kłoda, Zwola, Łękawica, Przydworzyce, Trzebień, Cychry, Magnuszew, Wola Magnuszewska, Osiemborów, Grzybów, Wilczkowice, Chmielów czy Gruszczyn, Samogoszcz, Ciechrz, Wojcin), jak również włościami w pozostałych częściach ówczesnej Polski (m.in. Magnuszewice w Pleszewskiem, Trojanów, Brochów) przynależał do majątku rodu jeszcze w XV w. (część z nich w 1425 r. dzierżył Sasin herbu Powała).
Wskutek postępującego rozdrobnienia własności ziemskiej w XV–XVI w. w rękach Powałów-Magnuszewskich znajdowała się część mazowiecka wskazanych dóbr ziemskich. Niektórzy członkowie rodu Magnuszewskich pozostali w Magnuszewie jeszcze w XIX w.
Pierwszym udokumentowanym przodkiem tego domu jest Świętosław zwany Rzeczywą, który w 1377 r. otrzymał od księcia warszawskiego Ziemowita III przywilej na prawo magdeburskie, jarmarki i różne swobody dla swego miasta Magnuszew.
Jego synowie Mikołaj oraz Powała, dziedzic na Taczewie, otrzymali zatwierdzenie tego przywileju od księcia mazowieckiego Janusza I w 1424 r., poprzednie przywileje natomiast zatwierdził ich potomkom król Zygmunt I, jako dziedzicom tego miasta.
Mikołaj był jednym z najbardziej znanych polskich rycerzy, pełnił za życia liczne funkcje dygnitarskie, był m.in. stolnikiem krakowskim i podkomorzym sandomierskim. Z drugą żoną, Małgorzatą, miał sześciu synów – Mikołaja, Stanisława, Zygmunta, Michała, Jana, Daniela, a także córkę Beatę, natomiast po pierwszej żonie pozostały mu córki Katarzyna i Anna. Od synów Mikołaja wyodrębniły się trzy gałęzie rodziny – od Mikołaja poszli Magnuszewscy, od Stanisława Trzebieńscy, od jednego z młodszych Trojanowscy.

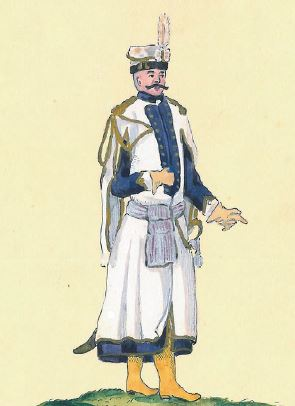
Adiutant koronny w polskim mundurze

Z uwagi na historyczne uwarunkowania – liczne pustoszące kraj wojny, z których wiele miast nigdy nie powróciło do dawnego statusu - udało się dotąd opublikować spisy urzędników ziemskich z XIII – XVIII w. dla całej prawie dawnej Korony z wyjątkiem Mazowsza i województwa bracławskiego. Niemniej z ocalałych źródeł historycznych stwierdzić można, że przedstawiciele rodziny Magnuszewskich pełnili na przestrzeni lat, w przeważającym stopniu na terenach Mazowsza, wiele urzędów ziemskich (reprezentowali urzędy stolników, podsędków, cześników, pisarzy ziemskich, mieczników), urzędów grodzkich (takich jak urząd podwojewodziego czerskiego, podkomorzego sandomierskiego, wielokrotnie obsadzani na urzędzie burgrabiów), jak również urząd dworski królewski kuchmistrza wielkiego koronnego (magister culinae Regni) czy urząd centralny instygatora koronnego (najwyższego prokuratora państwa). Warto zaznaczyć, że swoboda nominacyjna władców była wyraźnie ograniczona w przypadku urzędów związanych z sądownictwem szlacheckim, bowiem w Koronie król nominował podkomorzych, sędziów ziemskich, podsędków i pisarzy ziemskich i grodzkich (wybranych wcześniej przez szlachtę na sejmikach elekcyjnych), natomiast kandydaci na pozostałe urzędy wyłaniani byli przez szlachtę.
Ponadto wśród członków rodziny Magnuszewskich wymienić można zasłużonych wojskowych, w tym generałów adiutantów królewskich, rotmistrzów królewskich, chorążych (pancernych) czy poruczników wojsk koronnych.

## Magnuszewscy w kulturze

### Heraldyka
Ród Magnuszewskich wzmiankowany jest w najważniejszych polskich herbarzach począwszy od XVII w. Spośród najszerzej uznanych herbarzy można wymienić m.in.:
- Herbarz wielu domow Korony Polskiey y W. X. Litewskiego dla niezupełnego opisania, albo opuszczenia, y wielu odmiennosci nieprzyzwoitych, za dawnych y poznieyszych autorow, herby z rodowitoscią wyrazających, nie mało dotąt ukrzywdzonych[10]
- Herbarz Polski i imionospis zasłużonych w Polsce ludzi wszystkich stanów i czasów[11]
- Spis nazwisk szlachty polskiej[12]
- Herbarz Polski[8]
- Rodzina. Herbarz szlachty polskiej[13]
- Herbarz Polski[14].

### Literatura

#### Mikołaj Powała z Taczewa iKrzyżacy

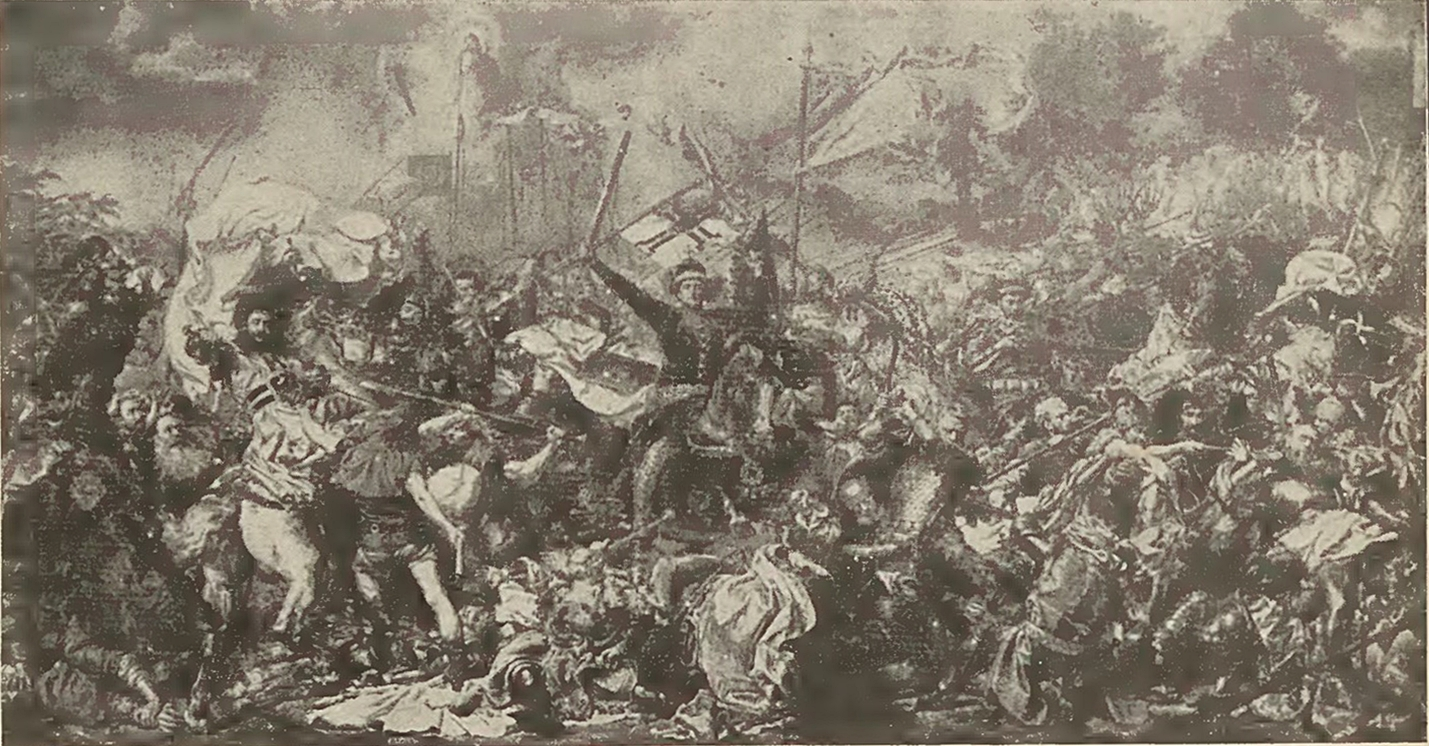
Bitwa pod Gunwaldem w 1410 r., obraz Jana Matejki. Mikołaj Powała z Taczewa brał udział w bitwie pod Grunwaldem, stając w chorągwi dworskiej rycerzy przybocznych (chorągwi nadwornej, cubiculariorum).

Mikołaj Powała z Taczewa jest jednym z pobocznych bohaterów Krzyżaków Henryka Sienkiewicza. Opisywany jest jako mąż potężny o ogromnej sile, który odznaczał się wielką sławą i męstwem. W powieści przedstawiony został jako postać pozytywna i wzór polskiego rycerza.

- Jako żywo - wielkolud, Walgierz, nikt inny! Na to woźnica osadził ze strachu konie i nie wypuszczając z rąk lejc, począł się żegnać, albowiem i on dojrzał już z kozła na przeciwległym wzgórzu olbrzymią postać jeźdźca.

Myślał też Maćko, że jeżeliby w następstwie miał im zagrozić sąd, to może i lepiej uniknąć go, przejechawszy przez tych ludzi, a potem pochować się gdzie, póki burza nie przeminie. Więc twarz skurczyła mu się zaraz jak paszcza wilka gotowego kąsać i wsparłszy konia między Zbyszka a nieznajomego męża, począł pytać, imając się jednocześnie miecza:
- Coście za jedni? Skąd wasze prawo?
- Prawo moje stąd - odparł nieznajomy - że król mi nad przezpieczeństwem okolicy czuwać rozkazał, a zowią mnie Powała z Taczewa.
Na te słowa Maćko i Zbyszko spojrzeli na rycerza, a następnie pochowali na wpół już wyciągniętą broń do pochew i pospuszczali głowy. Nie strach ich obleciał, ale pochylili czoła przed głośnym i dobrze sobie znanym nazwiskiem, albowiem Powała z Taczewa, szlachcic znakomitego rodu i pan możny, posiadający liczne ziemie wedle Radomia, był zarazem jednym z najsławniejszych rycerzy w Królestwie. Rybałci opiewali go w pieśniach jako wzór honoru i męstwa, sławiąc jego imię na równi z imieniem Zawiszy z Garbowa i Farureja, i Skarbka z Góry, i Dobka z Oleśnicy, i Jaśka Naszana, i Mikołaja z Moskorzowa, i Zyndrama z Maszkowic. W tej chwili przedstawiał on przy tym poniekąd osobę królewską, więc porwać się na niego znaczyło tyle, ile oddać głowę pod topór kata.
Maćko też, ochłonąwszy, ozwał się pełnym poszanowania głosem:
- Cześć i pokłon wam, panie, waszej sławie i męstwu.
- Pokłon i wam, panie - odpowiedział Powała - choć wolałbym nie w tak ciężkiej przygodzie uczynić z wami znajomość.

#### Młodość i poglądy polityczne

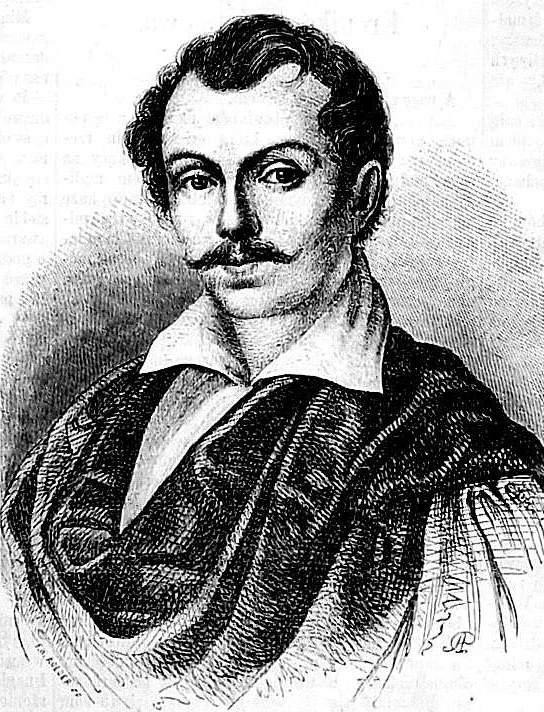
Dominik Alojzy Gonzaga Magnuszewski

Członkiem rodziny Magnuszewskich zasłużonym na polu literatury był dramatopisarz i poeta Dominik Magnuszewski. W młodości podjął studia prawniczo-administracyjne na Wydziale Prawa na Królewskim Uniwersytecie Warszawskim, których nie ukończył z uwagi na wybuch powstania listopadowego, w którym uczestniczył w stopniu podporucznika. Podczas studiów przyjaźnił się z innymi artystami epoki, m.in. Chopinem, Krasińskim czy Gaszyńskim. Należał do grupy literackiej Ziewonia. Pisał w Dzienniku Mód Paryskich i w Tygodniku Literackim. Był patriotą, który osobiste poglądy polityczne i doświadczenia przekładał na treści publikowanych dzieł. Wielu tworzących w tym czasie autorów mogło odnieść się do własnych doświadczeń, gdyż jako młodzi ludzie przerwali edukację uniwersytecką, wskutek czego ponieśli poważne konsekwencje, nie wyłączając przymusowej emigracji.

#### Twórczość
Magnuszewski jest autorem takich dramatów jak Zemsta panny Urszuli czy Żacy krakowscy, które uchodzą za obiekt rozważań historyków i teoretyków literatury z uwagi na walory artystyczne i historiozoficzne. Wskazane dramaty stanowią przykład powieściowienia zagadnień etyczno-prawnych. W 1847 roku Józef Dzierzkowski, relacjonując swoje odczucia dotyczące wyglądu Magnuszewskiego, stwierdził, że był to człowiek:

Blady, chudy, skurczony, z twarzą młodą a staremi zmarszczkami, temi smugami, któremi znaczy swój przechód lawa wewnętrzna, wydał mi się dziwnie piękny, bo na czole była myśl, ta jedna prawdziwa korona ludzka; w oczach jego był blask wyższości umysłowej, jeden to prawdziwy blask arystokratyczny, więcej znaczący od małych rąk i drobnych nóg, po których ekscentryczna Angielka z Lebanu poznała dopiero lepsze Lamartina pochodzenie.

W literaturze prezentował idee historiozoficzne, do których twórczego spełnienia potrzebne było „poecie” wszechstronne wykształcenie, które zdobył nie przypadkiem, ale przez sumienną pracowitą i rozumową naukę. Najważniejszym elementem jego formacji intelektualnej stanowiła znajomość dziejów zewnętrznych i wewnętrznych własnego narodu.

### Film

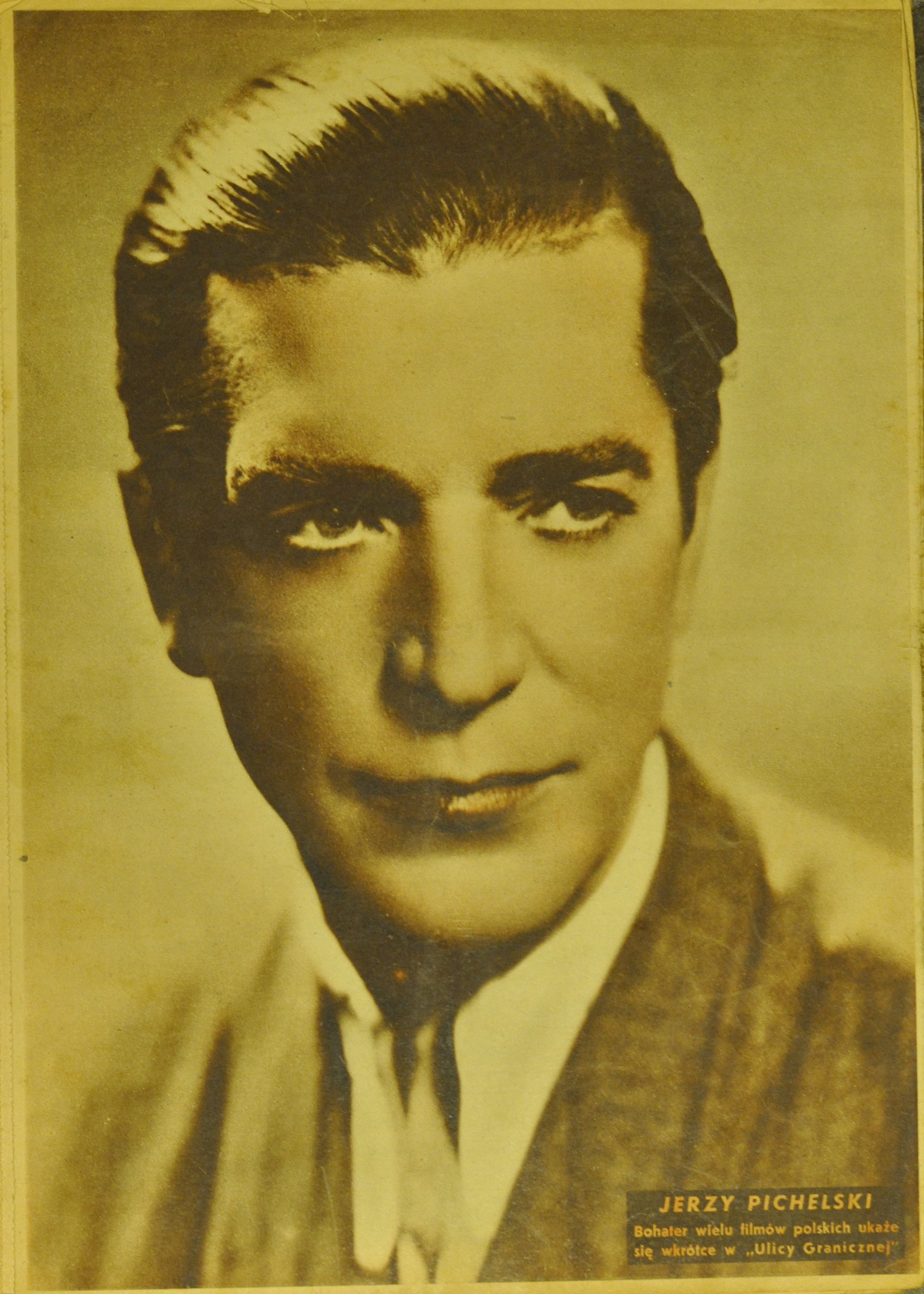
Jerzy Pichelski, filmowy Mikołaj Powała z Taczewa.

Postać Powały z Taczewa została przestawiona w Krzyżakach (1960 r.) w reż. Aleksandra Forda, ekranizacji powieści o tym samym tytule, oraz Pierścieniu księżnej Anny (1970 r.) w reż. Marii Kaniewskiej. W rolę Powały wcielili się odpowiednio Jerzy Pichelski oraz Tadeusz Schmidt.

## Znani członkowie
- Mikołaj z Taczowa (ur. ok. 1380, zm. ok. 1451) – polski rycerz, uczestnik bitwy pod Grunwaldem, (15 lipca 1410 r.) i bitwie pod Koronowem (10 października 1410 r.); stolnik (1426 r.) oraz podkomorzy sandomierski (1439 – 1451 r.)
- Jan z Magnuszewa (Magnuszewski) – cześnik ciechanowski w 1496 r.
- Wojciech Magnuszewski – pisarz ziemski różański i makowski w 1562–1563 r.
- Sebastian Magnuszewski – archidiakon łowicki 1578 r.
- Krystyn Magnuszewski – kanonik łęczycki w 1606 r.
- Maciej Magnuszewski – instygator koronny
- Jan Magnuszewski – pleban magnuszowski i dziekan uniejowski w 1562 r.
- Jan Magnuszewski – elektor Władysława IV i Jana Kazimierza z ziemi czerskiej
- Aleksander Magnuszewski – podwojewodzi czerski w 1626 r., elektor Władysława IV i Jana Kazimierza z ziemi czerskiej w 1632 r.
- Mikołaj Magnuszewski – starosta liwski
- Hieronim Jarosz Magnuszewski – elektor króla Michała Korybuta Wiśniowieckiego z ziemi czerskiej
- Jan Aleksander Magnuszewski – elektor Augusta II z ziemi czerskiej w 1697 r. (zm. ok. 1712)
- Tomasz Magnuszewski – rotmistrz królewski w 1696 r., porusznik chorągwi kasztelanica czerskiego w 1710 r.
- Stanisław Magnuszewski – cześnik żytomierski w 1712 r., podsędek ziemski czerski w 1715 r., elektor Augusta II-go z ziemi czerskiej
- Józef Magnuszewski – cześnik żytomierski po ojcu w 1715 r., burgrabia grodzki czerski w 1733 r., podsędek ziemski czerski w 1739 r.
- Paweł Magnuszewski – burgrabia grodzki sochaczewski w 1738 r., rawski w 1749 r., komornik ziemski rawski w 1754 r., pisarz grodzki sochaczewski w 1746 r.
- Marcin Magnuszewski – porucznik wojsk Jego Królewskiej Mości i Rzeczypospolitej, w 1747 r. mianowany cześnikiem żytomierskim
- Franciszek Magnuszewski – miecznik dobrzyński od 1733 r., chorąży pancerny chorągwi Gozdzkiego w 1752 r., generał adiutant królewski w 1767 r., kuchmistrz wielki koronny
- Jan Nepomucen Norbert Magnuszewski – burgrabia grodzki rawski w 1759 r., komornik ziemski sochaczewski w 1763 r., łowczy w 1766 r., cześnik mszczonowski w 1767 r., pisarz grodzki rawski w 1767 r., podstoli mszczonowski w 1775 r., podsędek ziemski sochaczewski w latach 1782–1794
- Ignacy Magnuszewski – generał adiutant królewski w 1757 r.
- Stanisław Magnuszewski – komornik ziemski sochaczewski w 1754 r., skarbnik sochaczewski w 1760 r., poseł sochaczewski, elektor Stanisława Augusta z rawskiego, deputat na Trybunał w 1766 r., stolnik mszczonowski w 1766 r.
- Wojciech Magnuszewski – stolnik buski w 1722 r., chorąży latyczowski w 1731 r., miecznik czerski w 1735 r., wojski czerski w 1739 r., sędzia kapturowy czerski w 1733 r., kandydat na podsędka czerskiego w 1739 r., pisarz żupy solnej w Kalwarii w 1769 r.
- Onufry Magnuszewski – porucznik wojsk koronnych w 1775 r.
- Jan (Jan Antoni) Magnuszewski – komornik ziemski czerski w 1791 r.
- Dominik Alojzy Magnuszewski – polski dramatopisarz, poeta, prozaik, uczestnik powstania listopadowego w stopniu podporucznika grenadierów
- Jan Magnuszewski (ur. 1830 r. w Wilnie – zm. 1908) – rotmistrz.[17]